# Nicecio de Tréveris
Nicecio de Tréveris, (Nizier o Nicet en francés), latinizado Nicetus Trevirensis (fines del siglo V - alrededor de 566), último obispo galorromano de Tréveris (Trier en alemán, Trèves en francés) durante los primeros reinados de los Francos en las Galias.
San Nicecio fue el más importante obispo de la antigua sede de Tréveris en la época en la que, tras las migraciones de numerosos pueblos bárbaros, los Francos comenzaron a preponderar en la que había sido provincia romana de la Galia. Su vida se conoce por fuentes diversas y cartas escritas por o para él, dos poemas de Venancio Fortunato (Poem., lib. III, IX, X) y, sobre todo, por las declaraciones de su pupilo Aredius, más tarde abad de Limoges, preservadas por Gregorio de Tours (De Vitis Patrum, xvii, De Gloria Confessorum, XCIII-XCIV).
De familia galorromana, su casa estaba al parecer en Auvernia; los Nicecios mencionados por Sidonio Apolinar (Epist. VIII, VI) pueden haber sido parientes. Desde su juventud se dedicó a la vida religiosa y entró en un monasterio de  Limoges, en el que progresó hasta ser nombrado abad. Siéndolo ya, el rey merovingio Teodorico I de Austrasia (511-34) empezó a tenerle estima discutiendo con él sus frecuentes malas acciones, sin que por ello le tomara ojeriza. Tras la muerte del obispo Aprunculus de Tréveris, una representación de clérigos y ciudadanos de Tréveris fue a la Corte para elegir a un nuevo obispo, que deseaban fuera San Galo, pero el rey rehusó su propósito y nombró y confirmó a Nicecio. Alrededor del año 526 se estableció como nuevo obispo de Tréveris acompañado por una escolta enviada por el rey. Como obispo de esta ciudad gozó de gran ascendiente entre sus contemporáneos y ante la monarquía. Las invasiones bárbaras habían devastado la ciudad, así que hizo venir a su sede episcopal, mano de obra italiana para restaurar la catedral de San Juan, la iglesia de San Pedro de Neumagen y la abadía de San Maximino, como menciona el poeta Venancio Fortunato; la arqueología ha confirmado esta noticia. El mismo poeta escribe que levantó una fortaleza (castellum) con una capilla en el río Mosela (Poem., Lib. III, n. xii). El santo obispo destacó por su celo pastoral y predicó todos los días contra los males morales que aquejaban tanto a los estamentos humildes como a los elevados, sin perdonar siquiera al rey y sus cortesanos. Sufrió por ello amenazas a las que no hizo caso y excomulgó al rey Clotario I (511-61), por algún tiempo gobernante único del reino franco, quien lo desterró; Clotario I falleció al año siguiente y su hijo y sucesor, Sigeberto I, príncipe de Austrasia (561-575), permitió a Nicecio regresar a casa. Nicecio participó en varios sínodos de obispos francos: el Sínodo de Clermont (535), el de Orléans (549), el segundo de Clermont (549), el Sínodo de Toul (550), que él mismo presidió, y el Sínodo de París (555).
Mantuvo correspondencia con dignatarios eclesiásticos de alto rango y lugares distantes, de la cual se conservan las cartas escritas para él por el abad Florianus de Romain-Moutier (Cantón de Vaud, Suiza), las del obispo Rufus de Octodurum (ahora Martigny, cantón del Valais, Suiza), y del arzobispo Mappinius de Reims. No descuidó los intereses generales de la Iglesia y escribió una epístola apremiante al emperador bizantino Justiniano pidiéndole que renunciase a la herejía monofisita de Nestorio y Eutiques y a la persecución de los fieles. Otra carta que se ha conservado es de Clodosvinda, esposa del rey lombardo Alboin, en la que se exhorta a esta princesa para hacer cuanto sea posible para atraer a su esposo a la fe católica. En lo personal, la vida del santo obispo era ascética y se autoflagelaba con frecuentes ayunos y, mientras los sacerdotes y clérigos que convivían con él estaban cenando, se iba encapuchado para rezar en las iglesias de la ciudad.
Fundó una escuela para formar clérigos y tuvo entre sus discípulos al abad de Limoges Aredius, autoridad de Gregorio de Tours para el relato biográfico de los años últimos de Nicecio. Murió hacia el 566 (o 569) y fue enterrado en la iglesia de San Maximino en Tréveris. Fue venerado, al parecer, como santo en la diócesis casi de inmediato, pero no hay huella de su culto en los libros de Tréveris hasta el siglo X. Su fiesta se celebra en Tréveris el 1 de octubre, pero en el Martirologio romano su advocación se puso el 5 de diciembre. Se duda de la autenticidad de los dos tratados que se le atribuyen: De vigiliis servorum Dei y De bono psalmodiæ.